# Чемпіонат світу з легкої атлетики серед юніорів 1986
Чемпіонат світу з легкої атлетики серед юніорів 1986 був проведений 16-20 липня в Афінах на Олімпійському стадіоні.

## Призери

### Юніори
| Дисципліни                | Золото                                                                  | Золото   | Срібло                                                            | Срібло   | Бронза                                                                               | Бронза   |
| ------------------------- | ----------------------------------------------------------------------- | -------- | ----------------------------------------------------------------- | -------- | ------------------------------------------------------------------------------------ | -------- |
| 100 метрів                | Деррік Флоренс США                                                      | 10,17    | Стенлі Керр США                                                   | 10,23    | Джеймі Гендерсон Велика Британія                                                     | 10,34    |
| 200 метрів                | Стенлі Керр США                                                         | 20,74    | Деррік Флоренс США                                                | 21,12    | Стів Мак-Бейн Австралія                                                              | 21,21    |
| 400 метрів                | Майлс Мерфі Австралія                                                   | 45,64    | Роберто Ернандес Куба                                             | 45,64    | Едгар Ітт ФРН                                                                        | 45,72    |
| 800 метрів                | Девід Шарп Велика Британія                                              | 1.48,32  | Мануель Бальмаседа Чилі                                           | 1.48,91  | Андрій Судник СРСР                                                                   | 1.48,93  |
| 1500 метрів               | Вілфред Кірочі Кенія                                                    | 3.44,62  | Пітер Роно Кенія                                                  | 3.45,62  | Йоган Боукс Велика Британія                                                          | 3.45,80  |
| 5000 метрів               | Пітер Чумба Кенія                                                       | 13.55,25 | Алехандро Гомес Іспанія                                           | 13.55,94 | Феїса Мелесе Ефіопія                                                                 | 13.56,45 |
| 10000 метрів              | Пітер Чумба Кенія                                                       | 28.44,00 | Джума Муньямпанда Танзанія                                        | 28.45,14 | Дебебе Деміссе Ефіопія                                                               | 28.49,09 |
| 20 кілометрів (шосе)      | Тадессе Гебре Ефіопія                                                   | 1:01.32  | Джума Муньямпанда Танзанія                                        | 1:01.45  | Негаш Дубе Ефіопія                                                                   | 1:04.23  |
| 110 метрів з бар'єрами    | Колін Джексон Велика Британія                                           | 13,44    | Джон Ріджеон Велика Британія                                      | 13,91    | Еміліо Вальє Куба                                                                    | 14,00    |
| 400 метрів з бар'єрами    | Еміліо Вальє Куба                                                       | 50,02    | Какіморі Хіросі Японія                                            | 50,09    | Паскаль Маран Франція                                                                | 50,39    |
| 2000 метрів з перешкодами | Йон Аскуета Іспанія                                                     | 5.28,56  | Джонстоун Кіпкоеч Кенія                                           | 5.29,56  | Єнс Фолькманн ФРН                                                                    | 5.29,60  |
| 4×100 метрів              | Велика БританіяДжеймі Гендерсон Філ Гоудлак Девід Кертон Джон Ріджеон   | 39,80    | ФРНМаттіас Шліхт Франк Кобор Олівер Шмідт Інго Тодт               | 39,81    | ПольщаЯрослав Канецький Томаш Єдрусик Яцек Конопка Марек Пар'яшевський               | 39,98    |
| 4×400 метрів              | СШАКліфтон Кемпбелл Чіп Ріш Персі Воддл Вільям Рід Клойс Картер (забіг) | 3.01,90  | КубаЛуїс Кадоган Еулохіо Мордоче Раміро Гонсалес Роберто Ернандес | 3.04,22  | ЯмайкаЕнтоні Крісті Томас Мейсон Говард Девіс Ліндейл Паттерсон Кері Джонсон (забіг) | 3.05,16  |
| Ходьба 10000 метрів       | Михайло Щенніков СРСР                                                   | 40.38,01 | Сальваторе Качія Італія                                           | 40.40,73 | Рікардо Пуейо Іспанія                                                                | 40.41,05 |
| Стрибки у висоту          | Хав'єр Сотомайор Куба                                                   | 2,25     | Голліс Конвей США                                                 | 2,22     | Томас Мюллер НДР                                                                     | 2,22     |
| Стрибки з жердиною        | Ігор Потапович СРСР                                                     | 5,50     | Делко Лесев Болгарія                                              | 5,40     | Майк Тіде НДР                                                                        | 5,30     |
| Стрибки у довжину         | Дітмар Гааф ФРН                                                         | 7,93     | Іво Крсек Чехословаччина                                          | 7,87     | Томас Вольф НДР                                                                      | 7,77     |
| Потрійний стрибок         | Ігор Паригін СРСР                                                       | 16,97    | Здравко Димитров Болгарія                                         | 16,13    | Ду Бенхун КНР                                                                        | 16,00    |
| Штовхання ядра            | Олексій Лукашенко СРСР                                                  | 18,90    | В'ячеслав Лихо СРСР                                               | 18,71    | Радослав Деспотов Болгарія                                                           | 18,17    |
| Метання диска             | Васил Бакларов Болгарія                                                 | 60,60    | Вернер Райтерер Австралія                                         | 58,64    | Василь Каптюх СРСР                                                                   | 58,22    |
| Метання молота            | Віталій Алісевич СРСР                                                   | 72,00    | Валерій Губкін СРСР                                               | 71,78    | Сабін Христов Болгарія                                                               | 68,96    |
| Метання списа             | Володимир Сосимович СРСР                                                | 78,84    | Марк Роберсон Велика Британія                                     | 74,24    | Гейвін Лавгроув Нова Зеландія                                                        | 74,22    |
| Десятиборство             | Петрі Кескітало Фінляндія                                               | 7623     | Майк Сміт Канада                                                  | 7523     | Микола Заяць СРСР                                                                    | 7509     |

### Юніорки
| Дисципліни             | Золото                                                      | Золото   | Срібло                                                                             | Срібло   | Бронза                                                                      | Бронза   |
| ---------------------- | ----------------------------------------------------------- | -------- | ---------------------------------------------------------------------------------- | -------- | --------------------------------------------------------------------------- | -------- |
| 100 метрів             | Тіна Іхеагвам Нігерія                                       | 11,34    | Керіл Сміт США                                                                     | 11,46    | Мейсел Мелоун США                                                           | 11,49    |
| 200 метрів             | Фалілат Огункоя Нігерія                                     | 23,11    | Мері Оньялі Нігерія                                                                | 23,30    | Катрін Краббе НДР                                                           | 23,31    |
| 400 метрів             | Зузанне Зігер НДР                                           | 52,02    | Ольга Песнопевцева СРСР                                                            | 52,17    | Сенді Річардс Ямайка                                                        | 52,23    |
| 800 метрів             | Селіна Чирчир Кенія                                         | 2.01,40  | Габріела Седлакова Чехословаччина                                                  | 2.01,49  | Андіана Думітру Румунія                                                     | 2.01,93  |
| 1500 метрів            | Ана Падурян Румунія                                         | 4.14,63  | Селіна Чирчир Кенія                                                                | 4.15,59  | Снежана Пайкич Югославія                                                    | 4.16,03  |
| 3000 метрів            | Клеопатра Палачан Румунія                                   | 9.02,91  | Філіппа Мейсон Велика Британія                                                     | 9.03,35  | Доріна Каленик Румунія                                                      | 9.06,94  |
| 10000 метрів           | Катрін Клей НДР                                             | 33.19,67 | Нора Марага Кенія                                                                  | 33.57,99 | Марлен Рендерс Бельгія                                                      | 33.59,36 |
| 100 метрів з бар'єрами | Хайке Тілляк НДР                                            | 13,10    | Альюска Лопес Куба                                                                 | 13,14    | Таня Девіс США                                                              | 13,46    |
| 400 метрів з бар'єрами | Клаудія Бартль НДР                                          | 56,76    | Келлі Робертс США                                                                  | 56,80    | Світлана Лукашевич СРСР                                                     | 57,92    |
| 4×100 метрів           | СШАКарлетт Гудрі Керіл Сміт Деніз Лайлс Мейсел Мелоун       | 43,78    | НДРІна Моргенштерн Катрін Краббе Брітта Байсбієр Хайке Тілляк                      | 43,97    | НігеріяТіна Іхеагвам Керолайн Нваджеї Фалілат Огункоя Мері Оньялі           | 44,13    |
| 4×400 метрів           | СШАЖизель Гарріс Кандіс Прінчетт Таша Даунінг Джанін Вікерс | 3.30,45  | НДРХайке Бекманн Клаудія Бартль Катья Прохнов Зузанне Зігер Еллен Кісслінг (забіг) | 3.30,90  | СРСРСвітлана Лукашевич Марина Хрипанкова Тетяна Чебикіна Ольга Песнопевцева | 3.32,35  |
| Ходьба 5000 метрів     | Ван Янь КНР                                                 | 22.03,65 | Наталія Зикова СРСР                                                                | 22.17,76 | Цзинь Бінцзе КНР                                                            | 22.17,83 |
| Стрибки у висоту       | Карен Шольц НДР                                             | 1,92     | Галина Астафей Румунія                                                             | 1,90     | Олена Обухова СРСР                                                          | 1,88     |
| Стрибки у довжину      | Патриція Білле НДР                                          | 6,70     | Ану Кальюранд СРСР                                                                 | 6,46     | Тетяна Тер-Месроб'ян СРСР                                                   | 6,39     |
| Штовхання ядра         | Хайке Рерманн НДР                                           | 18,39    | Штефані Шторп ФРН                                                                  | 18,20    | Інес Віттіх НДР                                                             | 18,19    |
| Метання диска          | Ільке Вілудда НДР                                           | 64,02    | Франка Дітцш НДР                                                                   | 60,26    | Мінь Чуньфен КНР                                                            | 54,00    |
| Метання списа          | Сіомара Ріверо Куба                                         | 62,86    | Анья Райтер НДР                                                                    | 60,24    | Александра Бек НДР                                                          | 59,92    |
| Семиборство            | Светла Димитрова Болгарія                                   | 6041     | Марина Щербина СРСР                                                                | 5953     | Анке Шмідт НДР                                                              | 5900     |

## Медальний залік
| Місце                | Країна               | Золото | Срібло | Бронза | Загалом |
| -------------------- | -------------------- | ------ | ------ | ------ | ------- |
| 1                    | НДР                  | 8      | 4      | 7      | 19      |
| 2                    | СРСР                 | 6      | 6      | 7      | 19      |
| 3                    | США                  | 5      | 5      | 2      | 12      |
| 4                    | Кенія                | 4      | 4      | 1      | 9       |
| 5                    | Велика Британія      | 3      | 3      | 2      | 8       |
| 6                    | Куба                 | 3      | 3      | 1      | 7       |
| 7                    | Болгарія             | 2      | 2      | 2      | 6       |
| 8                    | Румунія              | 2      | 1      | 2      | 5       |
| 9                    | Нігерія              | 2      | 1      | 1      | 4       |
| 10                   | ФРН                  | 1      | 2      | 2      | 5       |
| 11                   | Іспанія              | 1      | 1      | 1      | 3       |
| 11                   | Австралія            | 1      | 1      | 1      | 3       |
| 13                   | КНР                  | 1      | 0      | 3      | 4       |
| 14                   | Ефіопія              | 1      | 0      | 2      | 3       |
| 15                   | Фінляндія            | 1      | 0      | 0      | 1       |
| 16                   | Танзанія             | 0      | 2      | 0      | 2       |
| 16                   | Чехословаччина       | 0      | 2      | 0      | 2       |
| 18                   | Італія               | 0      | 1      | 0      | 1       |
| 18                   | Канада               | 0      | 1      | 0      | 1       |
| 18                   | Чилі                 | 0      | 1      | 0      | 1       |
| 18                   | Японія               | 0      | 1      | 0      | 1       |
| 22                   | Ямайка               | 0      | 0      | 2      | 2       |
| 23                   | Югославія            | 0      | 0      | 1      | 1       |
| 23                   | Бельгія              | 0      | 0      | 1      | 1       |
| 23                   | Нова Зеландія        | 0      | 0      | 1      | 1       |
| 23                   | Польща               | 0      | 0      | 1      | 1       |
| 23                   | Франція              | 0      | 0      | 1      | 1       |
| Загалом (27 збірних) | Загалом (27 збірних) | 41     | 41     | 41     | 123     |

## Українці на чемпіонаті
У складі збірної СРСР на чемпіонаті взяли участь 10 легкоатлетів, які представляли Українську РСР.
| Юніори (8) | Юніори (8)          | Юніори (8) | Юніори (8)       |
| Місце      | Атлет               | Дисципліна | Результат        |
| ---------- | ------------------- | ---------- | ---------------- |
|            | В'ячеслав Галушко   | висота     | 2,19             |
|            | Микола Бойко        | 400 м з/б  | 50,87 (50,57)[a] |
|            | В'ячеслав Іващенко  | 110 м з/б  | 14,48 (14,32)[a] |
|            | Михайло Рябухін     | 110 м з/б  | 14,49 (14,40)[a] |
|            | Андрій Кохановський | диск       | 53,66 (59,00)[a] |
|            | Валерій Чесак       | 10000 м    | 30.28,23         |
| пф         | Олександр Кутєпов   | 100 м      | 10,69            |
| заб        | Олександр Кутєпов   | 4×100 м    | 42,33            |
| кв         | Олег Коноваленко    | довжина    | 7,21             |

| Юніорки (2) | Юніорки (2)       | Юніорки (2) | Юніорки (2) |
| Місце       | Атлетка           | Дисципліна  | Результат   |
| ----------- | ----------------- | ----------- | ----------- |
| 2           | Марина Щербина    | семиборство | 5953        |
|             | Маргарита Дунаєва | семиборство | 5433        |

a  У дужках вказаний більш високий результат, що був показаний на попередній стадії змагань (у забігу чи кваліфікації).